# Ruben De Gendt
Ruben De Gendt (ur. 9 kwietnia 1987 w Gandawie) – belgijski wioślarz.

## Osiągnięcia
- Mistrzostwa Świata Juniorów – Banyoles 2004 – czwórka bez sternika – brak[1][2].
- Mistrzostwa Świata Juniorów – Brandenburg 2005 – czwórka podwójna – 15. miejsce[1].
- Mistrzostwa Świata U-23 – Hazewinkel 2006 – dwójka podwójna wagi lekkiej – 7. miejsce[1].
- Mistrzostwa Świata – Eton 2006 – dwójka podwójna wagi lekkiej – 4. miejsce[1].
- Mistrzostwa Europa – Poznań 2007 – czwórka bez sternika wagi lekkiej – 7. miejsce[1].
- Mistrzostwa Świata – Poznań 2009 – czwórka bez sternika wagi lekkiej – 15. miejsce[1].